# Johnson (Groot-Brittannië)
Johnson is een historisch merk van hulpmotoren.
Dit was een Brits merk dat in de jaren twintig een 140 cc tweetakt-boxer-hulpmotor maakte, die op de bagagedrager van een fiets gemonteerd moest worden. 